# Kirchenkritik
Kirchenkritik setzt sich kritisch mit kirchlichen Institutionen auseinander.

## Grundsätzliche Arten von Kirchenkritik
Kirchenkritik ist eine besondere Form der Religionskritik, die speziell auf den institutionalisierten Glauben abzielt. Sie wird sowohl von innerhalb (immanente Kritik) als auch von außerhalb der Kirche (externe Kritik) geübt. Bei der immanenten Kritik ist zu beobachten, dass
1. sie zwar zunächst unangenehm ist, aber auch Chancen zu kirchlichen Verbesserungen gibt,
2. manche Kritik als geduldeter Widerspruch gesehen und teilweise angenommen wird,
3. andere jedoch als autoritativ (also institutionell sanktioniert) oder gar als Häresie gesehen wird.

Kirchenkritik lässt sich analytisch nach ihrem spezifischen Gegenstand klassifizieren: Kritisiert werden:
- die von Kirchen vertretenen Ideologien, als Ganzes oder teilweise, und die Interpretation zentraler Schriften und Grundsätze
- die Umsetzungen dieser Ideologien in und durch die politisch/soziale Institution Kirche
- immanente Ansprüche der Institution Kirche an den Einzelnen und die Gesellschaft, sowohl ihre Anhänger als auch Nicht-Anhänger betreffend
- Handlungen von Mitgliedern des Klerus
- das Auseinanderklaffen von kirchlicher Lehre (Dogma) und Lebenspraxis

Kirchenkritik lässt sich auch nach ihren Äußerungsformen unterscheiden:
- in Form schriftlicher Werke und Auseinandersetzungen, die hauptsächlich geistes- und naturwissenschaftlich verwurzelt sind. Diese Form der Kritik hat ihren Ort vor allem im akademischen und fachspezifischen Milieu.
- in Werken der klassischen Künste wie Musik, Literatur, bildende und darstellende Kunst einschließlich der heutigen Medienkunst. Aktuelle Beispiele für Letztere sind etwa die Musik-Video-Melange der Punkband Pussy Riot[1] und der Opernsängerin Sybille Witkowski.[2]

Sanktionierte immanente Kritik entsteht, wo ein Abweichen von der für die Institution gemeinsam als verbindlich anerkannten Norm festgestellt und sanktioniert wird. Die Kritik richtet sich gegen Repräsentanten wie auch ihre Anhänger. Derartige sanktionierte, institutions-immanente Kritik findet sich schon in frühchristlichen Aufzeichnungen. In der Geschichte der immanenten Kirchenkritik gibt es in verschiedenen Kirchen immer wieder sowohl Aufrufe zu mehr Liberalität als auch Aufrufe zu mehr radikalen und fundamentalistischen Auslegungen sowie deren Umsetzung.
Schließlich wird Kritik geübt von denen, die dezidiert unterschiedliche Normen vertreten, oder eine allgemeine Normen-, Religions- und Gesellschaftskritik üben. So wurde und wird unter anderem die oben genannte Kritik von Vertretern aufklärerischer Philosophie geübt, ebenso wie von Vertretern eines liberalen Laizismus und/oder Antiklerikalismus.
Zu bekannten Figuren der Kirchenkritik gehören:

### Externe Kritik
- Voltaire
- Denis Diderot
- Ludwig Feuerbach
- Karl Marx
- Friedrich Nietzsche

× Bertrand Russell
- Karlheinz Deschner
- Michael Schmidt-Salomon
- Wolfgang Sellinger

### Immanente (interne) Kritik
- Martin Luther
- Giordano Bruno
- Jean Meslier
- Hans Küng
- Adolf Holl
- Rudolf Schermann
- Eugen Drewermann
- Horst Herrmann

Oftmals wurde Kirchen-, Religions- oder Ideologiekritik von Kirchen in gesellschaftlich-politischen Machtstellungen als Anlass gesehen um Kritiker (intern wie extern) als Hexen, Ketzer oder Ungläubige zu zensieren, unterdrücken, verfolgen oder anderweitig zu bestrafen. In der katholischen Kirche besteht über 1500 Jahre lang eine verbindliche Liste mit Schriften, die der kirchlichen Lehre widersprachen und von der Kirche aus diesem Anlass als ideologie- und institutionsgefährdend zensiert, oder bei großer Machtstellung der Kirche auch verboten oder zerstört wurden (siehe dazu Index Librorum Prohibitorum).
Die Kritik an solchen Praktiken fällt sowohl in die Kategorie „institutionelle Kritik“, als auch in die Kategorie „Ideologiekritik“.

## Geschichte
Interne Kritik ist Bestandteil der ökumenischen Konzilien der frühen Kirche, die zunehmend verbindlichere Glaubensaussagen (Dogmen) formulieren, ein Vorgang, der mit der Kritik abweichender Meinungen einhergeht, welche jeweils in Verdammung von Häresien mündet. Die jeweils als Häretiker betrachteten Personen nehmen ihrerseits in Anspruch, die „wahre Kirche“ zu sein. Siehe die Marcioniten, Ebioniten, Novatianer etc.
Zu scharfen externen Kritikern wurden u. a. der Satiriker Lukian von Samosata, der im Roman Über den Tod des Peregrinus (um 170) die christliche Bruderliebe und Martyriumsbereitschaft kritisiert, und der Philosoph Celsus, der 178 seine Schrift Der wahre Logos gegen die Unsinnigkeit des christlichen Glaubens richtet, welchen er zugleich der Ablehnung des Kaiserkultes wie auch der Kriegsdienstverweigerung anklagt. Die umfassendste Kirchenkritik verfasste der Neuplatoniker Porphyrios († 304) mit der 15-bändigen Schrift Gegen die Christen.
Im 2. Jahrhundert richtete die Gnosis im Streben nach einem höhergeistigen Christentum ihre Kirchenkritik gegen den „übermäßig anthropomorphen Gottesglauben“ wie auch gegen die Vorstellung einer Offenbarung Gottes in Christus als „zeitgebunden“ und „überholt“.
Kirchenkritik auf interreligiöser Ebene erwuchs seit dem 8. Jahrhundert aus der Begegnung der östlichen (bilderverehrenden) Kirche mit dem Islam, welcher den Vorwurf erhob, dass die Bilderdarstellung im Gegensatz zum geistigen Charakter des Kultus und zum Bilderverbot der Schrift stehe.
Ab dem 12. Jahrhundert traten verschiedene Sekten, beispielsweise die Katharer und die Waldenser, als elementare Kirchenkritiker in Wort und Tat in Erscheinung. Die meisten Abspaltungen der Katharer, so z. B. die Albigenser, vertraten ein dualistisches Weltbild, in dem sie die katholische Kirche und das Alte Testament als Werk des Teufels sahen, sich selbst als neue göttliche Ordnung. Die Waldenser hingegen legten ihren Schwerpunkt auf die biblische Tradition; sie wollten die Laienpredigt stärken, die gemeinsame Bibellesung festigen und vertraten ein radikaleres Armutsideal.
Zu sozialer Kirchenkritik kam es mit Arnold von Brescia gegen die feudalistische Papstkirche verbunden mit der Forderung nach Armut und Wanderpredigt. Ähnlich verhält es sich mit dem schwärmerischen, millenaristischen Prophetentum, das in der Reformation eine starke Wurzel besaß und in Thomas Müntzer einen seiner prominentesten Vertreter. Daraus erwuchsen Forderungen, die später in kritischen Ansätzen des Puritanismus und des Pietismus Gestalt gewannen.
Im 15. Jahrhundert kamen in der Lateinischen Kirche die ersten kirchenkritischen Forderungen nach landessprachlichen Bibelübersetzungen auf. Zwischen 1380 und 1393 übersetzten Anhänger John Wyclifs die Vulgata ins Englische und schufen damit die erste vollständige englische Bibelübersetzung. Wyclif kritisierte in seinen Schriften immer wieder, dass sich die katholische Kirche immer weiter von der Heiligen Schrift entferne. Seine Anhänger, vom Volk Lollarden genannt, zogen als Wanderprediger durchs Land und erhielten viel Zuspruch aus allen gesellschaftlichen Schichten.
Martin Luther, Ulrich Zwingli und andere Reformatoren kritisierten den Ablasshandel, mit dem Menschen der Sündenerlass verkauft wurde, sowie die Tatsache, dass die Bibel nur in unverständlichem Latein gelesen werden durfte. Der gläubige Christ konnte also die Behauptungen der Priester anhand der Bibel weder bestätigen noch widerlegen. Im 16. Jahrhundert kam es als Folge der von Herrschern beschützten Kritik an der westlichen Kirche zur Reformation: Dadurch entstanden neben der römisch-katholischen auch die reformierten, lutherischen und anglikanischen Kirchen.
Im 19. Jahrhundert, der Zeit drastischer Zuspitzung sozialer Gegensätze, ging die interne Kritik der Kirche über Ansätze nicht hinaus und leistete somit der externen Kritik Vorschub. Das atheistische oder agnostische Humanitätsideal, das zum einen auf den Menschenrechten, zum anderen auf Aufklärung und Idealismus basiert, richtete seinen kritischen Anspruch gegen die Kirche, welcher in der Formel „[Religion] ist das Opium des Volks“ (Karl Marx) seinen Ausdruck fand. In den Augen der Kritiker erschien die Kirche zur Bewältigung der gesellschaftlichen Probleme nicht in der Lage. Demnach greife die Bevölkerung zu den Mitteln der Kirche, um sich Illusionen hinzugeben oder um von einer Gesellschaftsschicht betrogen zu werden.
Søren Kierkegaard warf dem kirchlichen Christentum Versagen vor. Das echte Christentum sei außerhalb der Kirche anzutreffen.
Ludwig Feuerbach schrieb 1830 in seinen „Gedanken über Tod und Unsterblichkeit“, dass Religion ausschließlich eine Selbstbespiegelung des Menschen sei. Gott sei lediglich eine Erfindung des Menschen, um zur Vollkommenheit zu gelangen. Gott sei lediglich eine Projektion des menschlichen Geistes. Friedrich Nietzsche sah dies ähnlich und hob den fundamentalen Unterschied zwischen den Lehren Christi und denen der Kirche hervor. Im Gegensatz zu Kierkegaard schätzte er aber deswegen das „echte“ Christentum nicht mehr, sondern sah es nur als eine andere Form der Dekadenz.
Die heutige Kirchenkritik steht in einer kontinuierlichen, in stetigem Wandel begriffenen Tradition. Sehr stark vereinfacht lassen sich zwei Kritikmuster formulieren:
- die fundamentalistische Kritik, die als immanente Kritik dem Häresiemuster folgt
- die aufklärerische Kritik, die als externe Kritik in Nietzsche den konsequentesten Ausdruck findet.

Eine prominente Figur letzterer seit der zweiten Hälfte des 20. Jahrhunderts ist der deutsche Historiker, Religions- und Kirchenkritiker Karlheinz Deschner, der zu diesem Thema etliche Werke veröffentlicht hat. Er ist unter anderem der Autor der Kriminalgeschichte des Christentums. Dieses zehn Bände umfassende, sehr umfangreiche Werk, das unter Berufung auf viele überprüfbare Quellen Kritik am Verhalten christlicher Gemeinschaften und Kirchen übt, beleuchtet in geschichtlicher Abfolge bisher eine Zeitspanne von den Anfängen des Alten Testaments bis Anfang des 18. Jahrhunderts. In anderen Werken, wie z. B. „Mit Gott und den Faschisten“, kritisiert Deschner die Unterstützung faschistischer Systeme und Individuen durch die Kirchen. Die Punkte der sich als aufklärerisch-progressiv verstehenden Kritik, die im Folgenden dargestellt wird, werden fast gänzlich auch von Deschner vertreten.
Die frühchristlichen Verteidiger großkirchlicher Positionen werden als Apologeten, ihr Unternehmen als Apologetik (dt. „Verteidigung“) bezeichnet, ein Ausdruck, welcher auch die spät- und barockscholastische Disziplin benennt, welche im Rahmen einer natürlichen Theologie Argumente für die Plausibilität religiöser und insbesondere christlicher Überzeugungen und Lebensformen führt, insbesondere im Zuge der Konfessionsstreitigkeiten auch Argumente für und wider spezifisch christliche und spezifisch katholische oder reformatorische Positionen formuliert und dabei spätestens seit dem 14. Jahrhundert auch äußere Glaubwürdigkeitsgründe auszuweisen sucht. Seit Mitte des 20. Jahrhunderts wurde der Ausdruck „Apologetik“ für eine derartige Disziplin in weiten Teilen des deutschen Sprachraums durch Fundamentaltheologie abgelöst. Bei beträchtlichen Unterschieden fundamentaltheologischer Ansätze ist zumindest weithin gemeinsam, dass die teilweise polemisch-aggressive Ausrichtung der klassischen Apologetik dabei überwunden wurde und stattdessen integrativere Optionen zu entwickeln versucht werden: beispielsweise wird von vielen Fundamentaltheologen zugestanden, dass atheistische Positionen nicht per se irrational seien.

## Gegenwärtige Kritikpunkte

### Römisch-katholische Kirche
Beispielsweise wird der römisch-katholischen Kirche folgendes vorgeworfen:
- Sie sei undemokratisch,[3]
  - da die Gemeinden ihre Pfarrer nicht selber wählen und
  - da die Pfarrer der Gemeinden nicht die Bischöfe wählen.
- Das Dogma der Unfehlbarkeit des Papstes in Glaubensfragen sei anmaßend und selbstherrlich.[4]
- Sie diskriminiere Frauen,[5] u. a. da sie sie nicht zum Priesteramt zulasse.[6]
- Nachdem lange Zeit vor allem die katholische Sexualmoral umstritten war, ist seit den 1990er Jahren vermehrt die durch einige katholische Würdenträger praktizierte Sexualität, insbesondere der sexuelle Missbrauch von Kindern in der römisch-katholischen Kirche kritisiert worden. Nach einer Studie des John Jay Centre of Criminal Justice in New York, die von der Bischofskonferenz der Vereinigten Staaten in Auftrag gegeben worden war, gab es zwischen 1950 und 2002 10.667 Fälle von Anschuldigungen wegen sexuellen Missbrauchs gegen 4.392 Priester. Nicht alle Anschuldigungen waren jedoch begründet. Offenbar handelt es sich nicht um ein auf die USA begrenztes Phänomen, da ähnliche Vorgänge, wenn auch nicht im gleichen Umfang, in Irland und Österreich sowie in Deutschland bekannt wurden. Erschwerend kommt hinzu, dass zahlreiche Priester, deren Vergehen ihren Bischöfen bekannt geworden waren, nicht aus dem Priesteramt entfernt, sondern lediglich in andere Gemeinden versetzt wurden, wo sie neuerlich Kinder missbrauchten.
- Die Forderung an gleichgeschlechtlich liebende Menschen, auf das Ausleben ihrer Sexualität vollständig zu verzichten, wird von vielen Menschen abgelehnt, da auch Homosexuelle ein Recht hätten, ihre Sexualität auszuleben (siehe auch: Homosexualität und römisch-katholische Kirche). Durch Liebesbeziehungen vermittelte menschliche Nähe und Geborgenheit bleibt ihnen zwar seitens der katholischen Kirche nicht verwehrt, sexuelle Befriedigung außerhalb der Ehe ist laut amtlicher Kirchenlehre für homosexuelle Menschen ebenso wenig vorgesehen wie für heterosexuelle Unverheiratete. Die staatliche, rechtliche Anerkennung von homosexuellen Paaren während der letzten 15 Jahre in vielen westlichen Industriestaaten führte seitens der katholischen Kirchenleitung in Rom zu massiver Kritik in den jeweiligen Staaten (Lebenspartnerschaftsgesetz). Ebenfalls wird der Umgang mit Homosexuellen innerhalb der Kirche kritisiert.[7][8]
- Die Ablehnung von Kondomen wegen ihrer Wirkung als Empfängnisverhütungsmittel führe zur Ausbreitung von Krankheiten, insbesondere von Aids.[9]
- Sie habe sich in ihrer Geschichte immer wieder als intolerant und gewalttätig erwiesen, beispielsweise durch Verfolgung von Juden, Heiden und Ketzern. Ein zeitgenössisches Beispiel für diese Kritik stellt Karlheinz Deschners umfangreiche Kriminalgeschichte des Christentums dar. Mitunter gipfelt diese Kritik in dem Vorwurf an die Kirche, die „größte Verbrecherorganisation der Geschichte“ zu sein.[10]
- Die Kirche widerspräche einem unterstellten christlichen Armutsgebot. In Deutschland werden Priester analog den Beamten vergleichbarer Ausbildungsstufe (Höherer Dienst mit Eingangsvoraussetzung Abschluss eines Universitätsstudiums oder vergleichbar) besoldet: So werden z. B. Gemeindepfarrer nach den Besoldungsgruppen A13 und A14 und Bischöfe nach den Besoldungsgruppen B2 bis B11 entlohnt, beide stehen in einem unkündbaren öffentlich-rechtlichen Dienstverhältnis. Die Kirche handelt mit Aktien und besitzt Immobilien.[11] Diese Kritik ist schon jahrhundertealt, siehe Kierkegaard, Savonarola.
- Die Kirche als Arbeitgeber diskriminiere Anders- und Nichtgläubige. Mit ungefähr einer halben Million Mitarbeitern ist der Deutsche Caritasverband einer der größten Arbeitgeber in Deutschland, dort dürfen gemäß Tendenzschutz nur jene arbeiten, die formal der Kirche zugehörig sind. Das Antidiskriminierungsgesetz gilt für die Kirche nur eingeschränkt.[12][13] Durch das Arbeitsrecht der Kirchen sind die Arbeitnehmerrechte zudem deutlich stärker eingeschränkt als in der freien Wirtschaft. So sind Privatangelegenheiten der Angestellten wie z. B. Abtreibung, Scheidung und Wiederheirat Kündigungsgründe[14], was laut Europäischem Gerichtshof für Menschenrechte gegen die Achtung der Privatsphäre verstößt.[15]

Des Weiteren wird der Ausschluss wiederverheirateter Katholiken von der Kommunion (siehe Kommunion#Römisch-katholisches Verständnis) kritisiert.

### Evangelische Kirchen
Auch den in der EKD vereinten evangelischen Landeskirchen bleibt Kritik nicht erspart. Wenn auch Glaubenszweifel sowie individueller Ärger über Kleriker eine große Rolle spielen, kommt diese Kritik meist aus einem anderen Lager. Im Gegensatz zu der Kritik an der römisch-katholischen Kirche, die häufig von Verfechtern des Liberalismus und des Freidenkertums, von Kommunisten, linksorientierten Parteien/Gruppen und homosexuellen Menschen geäußert wird, stammen die Einwände an die evangelischen Kirchen meist von Pietisten, Evangelikalen und (protestantischen) Fundamentalisten. Die wesentlichen Kritikpunkte richten sich an die zunehmende Anpassung an die Moderne:
- Sexualität vor und außerhalb der Ehe werde nicht mehr deutlich genug kritisiert.
- Praktizierende Homosexualität werde nicht mehr als sündhaft abgelehnt.[19]
- Die Frauenordination sei mit den Traditionen der Kirche nicht vereinbar.
- Abtreibung werde zunehmend toleriert.
- Scheidungen und „wilde Ehen“ von Pfarrpersonal seien zu kritisieren, denn diesen komme in den Gemeinden eine Vorbildfunktion zu.
- Die Wiederheirat nach einer Scheidung sei nicht zu befürworten.
- Die Ökumene wird als „Rückkehr nach Rom“ verstanden und stehe daher im Widerspruch zu den Lehren Martin Luthers.
- Die Bibelauslegung vieler Theologen sei zu sehr vom „Zeitgeist“ beeinflusst.
- Die Kirche widerspreche dem christlichen Armutsgebot. In Deutschland verdient eine Pfarrperson so viel wie ein Studienrat bzw. Oberstudienrat am Gymnasium und ein Bischof 10.500 Euro/Monat, beide stehen in einem unkündbaren öffentlich-rechtlich vergleichbaren Dienstverhältnis. Die Kirche handelt mit Aktien und besitzt Immobilien etc. Diese Kritik ist in ähnlicher Form schon jahrhundertealt, siehe Søren Kierkegaard, Girolamo Savonarola.
- Die Kirche als Arbeitgeber diskriminiere Anders- und Nichtgläubige. Mit ungefähr 400.000 Mitarbeitern sei die Diakonie einer der größten Arbeitgeber in Deutschland. Dort sollen gemäß Tendenzschutz hauptsächlich Menschen arbeiten, die formal der Kirche zugehörig sind, um die christliche Ausrichtung der kirchlichen Einrichtungen zu gewährleisten. Das Antidiskriminierungsgesetz gilt für die Kirche nur eingeschränkt.

### Politische Kritik
Die enge Verbindung christlicher Kirchen mit der Regierung verschiedener Reiche (Rom, Byzanz, Russland, England, Teile Deutschlands usw.) führte ebenso wie die weltliche Machtausübung der römisch-katholischen Kirche in vielen Fällen dazu, dass aus machtpolitischen Gründen wesentliche Teile der christlichen Ethik durch führende Kirchenmänner nicht beachtet wurden.
Die meisten dieser eng mit einer Regierung verbundenen Kirchen profitierten auch finanziell von den herrschenden Verhältnissen. Das führte oft dazu, dass Kirchenführer soziale Reformen verurteilten und nicht unterstützten. Die meisten sozialen Aktivitäten im Christentum wurden nicht von oben, sondern von unten initiiert, oft gegen den Wunsch der Kirchenleitungen.
Kritisiert wird insbesondere die Rolle, die die katholische und die evangelische Kirche (siehe Deutsche Christen, Bischof Otto Dibelius, Bischof Hans Meiser) zur Zeit der Machtergreifung der Nationalsozialisten 1933 in Deutschland gespielt haben (siehe Ermächtigungsgesetz), für die Stabilisierung des faschistischen Regimes in Italien (siehe Lateranverträge), im spanischen Bürgerkrieg usw.
Seit dem Angriffskrieg Russlands gegen die Ukraine im Jahr 2022 richtet sich die weltweite politische Kirchenkritik vor allem gegen die Russisch-Orthodoxe Kirche und ihrem Vorsteher Kyrill I. als Patriarch von Moskau und Russland. Geäußerte Kritikpunkte sind die Parallelität staatlicher und kirchlicher Interessen, die Transzendierung des Kriegs, Großmachtsfantasien, Agententätigkeit von Kirchenvorstehern für den russischen Geheimdienst, der luxuriöse Lebensstil Kyrills und die Mithilfe am Aufbau des Personenkults um Präsident Wladimir Putin.

### Kritik an Kirchen als soziale Institutionen
Kritisiert werden sowohl die katholische als auch die evangelische Kirche hinsichtlich ihrer sogenannten Selbstdarstellung als soziale Institutionen. Demnach versuchen die Kirchen ihre Existenz bzw. die Erhebung der Kirchensteuer vor allem bei den konfessionell nicht überzeugten Teilen der Bevölkerung mit dem Argument zu rechtfertigen, dass sie wichtige soziale Einrichtungen in einer von ökonomischen Zwängen bestimmten Welt darstellen. Tatsächlich seien aber die entsprechenden Einrichtungen der Kirchen ebenso nach ökonomischen Prinzipien ausgerichtet und verwehrten zudem ihren Mitarbeitern solche Mittel, die in der sozialen Marktwirtschaft gerade als Schutz vor Ausbeutung geschaffen wurden. So existierten aufgrund der arbeitsrechtlichen Sonderstellung der Kirchen keine Tarifverträge, es gelte ein Streikverbot, es gebe keine akzeptable Personalvertretung und keine Möglichkeit zur Mitbestimmung. Es gibt in der deutschen Rechtsprechung allerdings eine Tendenz, Kirchen weniger Spielraum für religiös motivierte Stellenanforderungen außerhalb des verkündigungsnahen Bereichs zu geben.
Der Theologe und Soziologe Horst Herrmann prägte den Begriff der Caritas-Legende und kritisierte einen „Etikettenschwindel“, dass nur ein Bruchteil der Kirchensteuer im sozialen Bereich verwendet werde. Soziale Dienstleister erhalten demnach nur einen marginalen Teil der Kirchensteuer – so seien dies beim Diakonischen Werk etwa nur 3,8 Prozent der Gesamtfinanzierung gegenüber staatlichen Zuschüssen von 82 Prozent, weiteren 10,8 Prozent aus Spenden und Mitgliedsbeiträgen sowie anderen Eigenmitteln von 3,4 Prozent. Insgesamt würden die Kirchensteuereinnahmen bei der evangelischen Kirche lediglich zu 13,1 Prozent für soziale Arbeit verwendet, in der katholischen Kirche zu 16,7 Prozent.

## Reaktion der Kirchen
Aufgrund der vielfältigen Kritik und der sehr unterschiedlichen Erwartungen an die Kirchen werden innerkirchlich stetig Anpassungen diskutiert.
Benedikt XVI. (damals noch Joseph Kardinal Ratzinger) wies in seinem Buch Salz der Erde darauf hin, dass die Lutheraner bezüglich Frauenordination, Empfängnisverhütung, Zölibat und Wiederverheiratung Geschiedener alle Forderungen der Kirchenvolksbewegung erfüllt hätten, aber deshalb der Lösung des Problems (wie in der heutigen Zeit Kirche den christlichen Glauben leben könne) nicht näher gekommen seien, wobei jedoch nicht Kirche, sondern letztlich das Individuum christlichen Glauben leben müsse. Auf das Individuum bezogen und einen menschenfreundlichen Jesus voraussetzend, sei mit dieser Konzeption ein Näherkommen an Deus caritas est offensichtlich.